# 顾以健
顾以健（1922年2月—2017年9月16日），男，江苏淮安人，中华人民共和国政治人物。

## 生平
1940年，加入中国共产党。1941年，转至香港，参加地下活动。1942年起就读于浙江大学，参与组织学生开展反内战、反饥饿等运动。1947年12月，赴美国圣母大学留学，并受委派任中共留美支部中西部党小组组长。
1952年1月，担任哈尔滨工业大学化学系预科副主任、党总支委员等。1953年6月，先后任中国科学院大连化学物理研究所室主任、党委副书记、研究员、所长等。文化大革命期间受到迫害。1981年至1982年3月，历任中国科学院沈阳分院副院长、党组副书记。1982年3月，担任中国科学院代秘书长、秘书长、党组成员。1983年、1988年先后获圣母大学、史东希尔学院荣誉科学博士学位。1990年离休。
2017年9月16日去世。